# Wendia pastinacifolia
Wendia pastinacifolia är en flockblommig växtart som först beskrevs av Karl Heinrich Koch, och fick sitt nu gällande namn av Aleksandr Alfonsovitj Grossgejm. Wendia pastinacifolia ingår i släktet Wendia och familjen flockblommiga växter. Inga underarter finns listade i Catalogue of Life.